# Калиновка (Неклиновский район)
Кали́новка — хутор в Неклиновском районе Ростовской области.
Входит в состав Носовского сельского поселения.

## Население
| 2010 |
| ---- |
| 69   |

## Улицы
На хуторе имеется одна улица — Набережная.